# Melih Erçin
Melih Erçin (1954) è un ex cestista turco.

## Carriera
Con la Turchia ha disputato i Campionati europei del 1981.

## Palmarès
- Campionato turco: 6

Eczacıbaşı: 1975-76, 1976-77, 1977-78, 1979-80, 1980-81, 1981-82